# Televisie-avond
Televisie-avond is een hoorspel van Urs Widmer. Fernsehabend werd op 6 mei 1976 door de Südwestfunk uitgezonden. In datzelfde jaar volgde de bekroning met de Hörspielpreis der Kriegsblinden. Paul Beers vertaalde het en de NCRV zond het uit op maandag 5 juni 1978, van 22:29 uur tot 23:00 uur. De regisseur was Johan Wolder.

## Rolbezetting
- Lou Landré (man)
- Nelly Frijda (vrouw)
- Miriam Nak (kind)

## Inhoud
"Televisie-avond is een volksstuk. Drie mensen zitten, zoals wel ongeveer elke avond, voor de buis: een man, een vrouw, een kind. Ze spreken: over de televisiegolven die kanker veroorzaken, de vechtbijen aan de Amazone, het geluk, het overlijden, de politiek en hoe men alles zou verbeteren, de sport en hoe men kan bereiken dat Beckenbauer er niet zo slap bij staat op het veld, de Japanners en of ze misschien robotten van een vreemde planeet zijn, het kinderen krijgen - over wat men nu eenmaal spreekt als men zo spreekt. Alleen het kind spreekt over heel andere dingen. Het wil, als het groot is, dichter worden. Het zegt zelfs twee eigen gedichten op. Het is wellicht niet helemaal normaal..." (Urs Widmer)